# El Rayo
El Rayo va ser una publicació editada a Palma entre 1912 i 1914. El 28 d'abril de 1912 sortí per primera vegada amb el subtítol: Periódico sindicalista. Defensor de los oprimidos. Al principi tenia periodicitat quinzenal, però a partir del número 6, del 6 de juliol de 1912, fou convertit en setmanari. A partir del número 83, del 3 de gener de 1914, canvià el seu subtítol per: Órgano de la Federación Regional de Baleares Solidaridad Obrera. En total es varen publicar 100 números, l'últim publicat fou el de l'1 de maig de 1914.
La nova capçalera es va editar a iniciativa dels cenetistes del Centre de Picapedrers de Palma amb l'objectiu d'incitar els treballadors envers el pensament anarcosindicalista. La seva seu es trobava al carrer Socors, número 85. El primer número va tenir una tirada de 1.200 exemplars, reduint el segon número a 800 exemplars. El setmanari va tenir subscriptors mallorquins residents a l'estranger, com Bons Aires o Montevideo. Entre el grup redactor hi havia Joan Ordines, Jeroni Binimelis, Maties Prats i Antoni Ramis, els quals eren coneguts com el grup d'El Rayo.
A més, varen editar fulletons com Conferencias populares sobre sociología, d'Antoni Pellicer i Paraire, i Articulos sobre sindicalismo, de Josep Prat.